# Bandeira de Burquina Fasso
A bandeira nacional do Burquina Fasso é formada por duas listras horizontais, de igual largura, sendo a superior vermelha e a inferior verde, com uma estrela amarela de cinco pontas no centro da bandeira. As cores são as cores Pan-Africanas, ainda que também representem a revolução socialista (vermelho) e a fecundidade da terra de Burquina Fasso (verde). A estrela representa a guia para a revolução. Foi adoptada a 4 de agosto de 1984.

## Alto Volta

Bandeira do Alto Volta (1960-1984)

Até 4 de agosto de 1984, o nome deste país era Alto Volta e bandeira era, desde a sua independência da França, uma tricolor formada por três listras horizontais, de cima para baixo, preta, branca e vermelha, representado os três maiores rios do país, o Volta Negro, o Volta Branco e o Volta Vermelho.